# De flögo österut
De flögo österut (engelska: The Dam Busters) är en brittisk krigsfilm från 1955 i regi av Michael Anderson.
Filmen är en dramatisering av Operation Chastise, ett brittiskt bombflygsuppdrag i maj 1943 under andra världskriget som gick ut på att förstöra flera kraftverksdammar i det tyska Ruhrområdet.
1999 placerade British Film Institute filmen på 68:e plats på sin lista över de 100 bästa brittiska filmerna genom tiderna.

## Rollista i urval
- Michael Redgrave - Doktor Barnes Wallis
- Richard Todd - Wing Commander Guy Gibson
- Basil Sydney - Air Chief Marshal Sir Arthur Harris
- Derek Farr - Group Captain John Whitworth
- Patrick Barr - Captain Joseph Summers
- Ernest Clark - Air Vice-Marshal Ralph Cochrane
- Ursula Jeans - Molly Wallis
- Brewster Mason - Flight Lieutenant Richard Trevor-Rober
- Nigel Stock - Flying Officer Frederick Spafford
- Robert Shaw - Flight Sergeant John Pulford
- George Baker - Flight Lieutenant David Maltby